# Protestantes del Úlster
Los protestantes del Úlster son un grupo etnoreligioso en la provincia irlandesa de Úlster donde representan aproximadamente el 54% de la población. Muchos protestantes del Úlster son descendientes de los colonos protestantes de la colonización del Úlster en el siglo XVII, que llevó el primer número significativo de protestantes al oeste y al centro de la provincia. Estos colonos eran en su mayoría escoceses de las tierras bajas y del norte de Inglaterra y predominantemente de Galloway, las fronteras escocesas y Northumberland.

## Historia

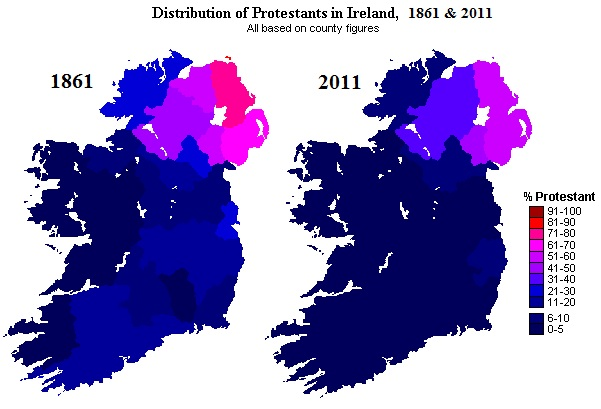
Cambios en la distribución de protestantes irlandeses, 1861–2011

Iniciada en 1606, la colonización del Úlster fue patrocinada por el gobierno en 1609, y muchas tierras de asentamiento fueron asignadas a las compañías Libres de la ciudad de Londres. La colonización del Úlster con colonos leales escoceses e ingleses, la inmensa mayoría de los cuales eran protestantes, fue vista por los ministros del rey Jaime como una forma de evitar una rebelión mayor en la provincia, que había sido la región de Irlanda más resistente al control inglés durante la guerra en el siglo precedente. En 1622 había una población total de colonos de unos 19.000, y en la década de 1630 alrededor de entre 50.000 a 80.000. Los protestantes del Úlster descienden de varios linajes: escocés (algunos de cuyos descendientes se consideran escoceses del Úlster), inglés, irlandés, y hugonotes. Como resultado de los siete años de hambruna en Escocia en los años 1690s se produjo otro aflujo de unos 20.000 protestantes escoceses, principalmente a los condados costeros de Antrim, Down y Londonderry. Esta migración cambió decisivamente la población de Úlster, dándole una mayoría protestante. Mientras que los presbiterianos de ascendencia y origen escoceses ya se habían convertido en la mayoría de los protestantes del Úlster en la década de 1660, cuando los protestantes todavía constituían sólo un tercio de la población, se habían convertido en la mayoría absoluta en la provincia en la década de 1720.
Las divisiones entre los protestantes del Úlster y los católicos irlandeses han desempeñado un papel importante en la historia del Úlster desde el siglo XVII hasta nuestros días, especialmente durante la colonización, la conquista de Cromwell, la guerra Guillermita, el período revolucionario y el conflicto de Irlanda del Norte. La mayoría de los protestantes del Úlster son presbiterianos o anglicano; Los colonos escoceses eran en su mayoría presbiterianos; y los ingleses mayoritariamente miembros de la Iglesia de Inglaterra. La represión de los presbiterianos por los anglicanos (que siguió a que la Iglesia de Irlanda fuese la religión del estado) se intensificó después de la Revolución Gloriosa, especialmente después de la Ley de Prueba de 1703, y fue una de las razones para la fuerte emigración a Norteamérica de los presbiterianos del Úlster durante el siglo XVIII. Entre 1717 y 1775, unos 200.000 migraron a lo que se convirtió después en los Estados Unidos de América. Algunos presbiterianos también regresaron a Escocia durante este período, donde la Iglesia Presbiteriana de Escocia fue la religión estatal. Esta represión por parte de los anglicanos terminó en gran parte después de la rebelión irlandesa de 1798, con la relajación de las Leyes Penales. Cuando Belfast se industrializó en el siglo XIX, atrajo a más inmigrantes protestantes de Escocia. Después de la partición de Irlanda en 1920, el nuevo gobierno de Irlanda del Norte lanzó una campaña para atraer a los protestantes del estado Libre Irlandés para que se trasladaran a Irlanda del Norte, con incentivos de empleos estatales y vivienda y un gran número de personas aceptadas. Debido a estas migraciones, Úlster tiene una proporción más baja de católicos que las otras provincias de Irlanda.

## Actualidad
La inmensa mayoría de los protestantes del Úlster viven en Irlanda del Norte, que forma parte del actual Reino Unido. La mayoría tiende a apoyar su unión con Gran Bretaña, y son así conocidos como unionistas. El Unionismo es una ideología que (en Úlster) ha sido dividida por algunos en dos campos; británicos del Úlster, que están unidos al Reino Unido y se identifican principalmente como británicos; y los leales del Úlster, cuya política es sobre todo étnica, dando prioridad a su protestantismo del Úlster sobre su identidad británica. Las Órdenes Leales, que incluyen la Orden de Orange, la Institución Real Negra y los Aprendices de Derry, son exclusivamente organizaciones fraternales protestantes que se originaron en el Úlster y que todavía tienen la mayor parte de sus miembros allí.
Alrededor del 3% de los protestantes del Úlster viven en los tres condados del Úlster ahora en la República de Irlanda, Cavan, Monaghan y Donegal, donde constituyen alrededor de un quinto de la población protestante de la República A diferencia de los protestantes del el resto de la República, algunos mantienen una sensación de britanismo, y un pequeño número tiene dificultades para identificarse con el estado irlandés independiente.
La mayoría de los protestantes del Úlster hablan inglés del Úlster, y algunos hablan uno de los dialectos del escocés del Úlster.